# 壮士

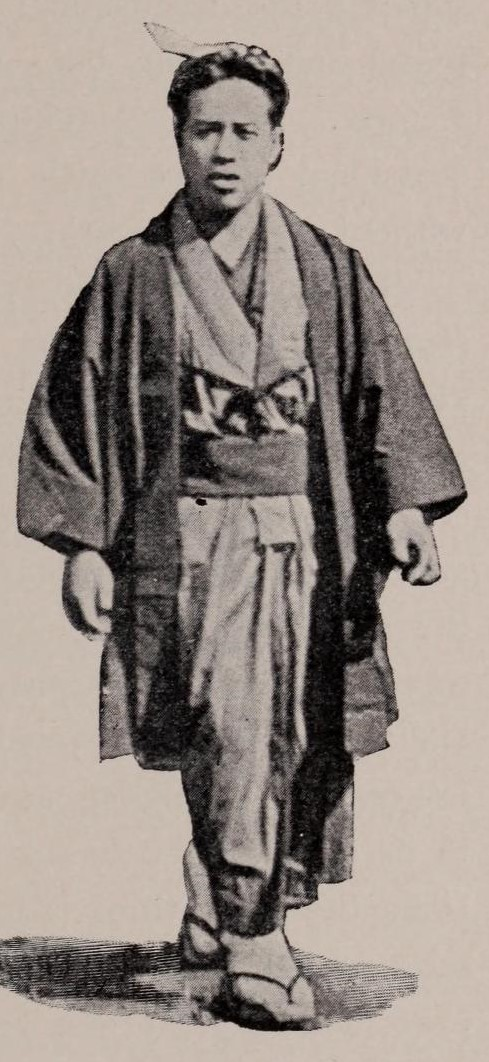
壮士の一例

壮士（そうし）は、中国の古典『戦国策』や『史記』に登場するのが語源。

## 概要
日本史上の概念では、1880年代の自由民権運動において活躍した職業的な政治活動家のこと。元々、士族や自作農などの子弟が、若さと行動力を武器として活動を展開したものである。壮士には血気盛んな若者の意味もある。
しかしここでは特に自由民権運動への弾圧や自由党と立憲改進党の確執が深刻化した1883年（明治16年）頃から活発化した活動家を指し、大同団結運動や三大事件建白運動、帝国議会開設と重大事件が続いた1890年（明治23年）が最盛期であった。演説会における参加者の安全確保や警察や反対党による妨害活動の阻止、さらにサクラ的な役割などに活動し、星亨や大井憲太郎、尾崎行雄らも壮士を政治活動に活用した。
壮士の中には蓬髪高履姿で仕込杖を携え、官憲や対立党派に対して暴力行為に及ぶ者もおり、世論から批判を受けただけでなく、保安条例などの政府による弾圧の正当化にも利用された。一方で、川上音二郎の壮士芝居のような独創的な活動を起こす者もいた。
明治憲法体制の安定化とともに壮士は姿を消していったが、院外団や大陸浪人に転じる者もいた。